# Gabriel Bourgund
Gabriel Bourgund (Landres, 17 de maig de 1898 - 25 de gener de 1993) fou un militar i polític francès, diputat a l'Assemblea Nacional Francesa.
La seva família era originària de la Lorena i es va instal·lar a Langres en 1871. Ingressà a l'École Spéciale Militaire de Saint-Cyr el 1917 i el 1931 fou destinat a les tropes colonials. Durant la Segona Guerra Mundial lluità amb les Forces Franceses Lliures a Indoxina i Marroc i el 1943 participà en el desembarcament aliat a la Provença. En acabar la guerra fou nomenat comandant de les tropes franceses al l'Àfrica Equatorial Francesa i ascendit a general de divisió. Va dirigir la 19a Divisió d'Infanteria i el districte militar de Bordèu. Fou condecorat amb la Gran Creu de la Legió d'Honor.
El 1955 fou nomenat comandant de les forces franceses al Marroc i el 1956 comandant en cap de les tropes a l'Àfrica Occidental Francesa, amb seu a Dakar. Quan ocupava aquest càrrec li va sorprendre la Guerra d'Ifni. Va arribar a un acord amb les autoritats espanyoles per frenar les incursions de l'Exèrcit d'Alliberament Marroquí al nord de Mauritània i Saguia el Hamra.
El 30 de novembre de 1958 passà a la reserva i fou elegit diputat per l'Alt Marne a les eleccions legislatives franceses de 1958 i 1962, i fou vicepresident de la Comissió de Defensa Nacional. Quan acabà el mandat disputà l'alcaldia de Langres a Jean Favre.